# Felix Hollaender
Œuvres principales
Der Weg des Thomas Truck (1902)
Felix Hollaender (1er janvier 1867, Leobschütz en province de Silésie, aujourd'hui Głubczyce en Pologne - 29 mai 1931, Berlin) est un écrivain allemand.

## Biographie
Felix Hollaender étudie la philosophie et la Germanistik. Il travaille comme dramaturge et intendant dans le théâtre et succède en 1920 à Max Reinhardt à la tête du Großes Schauspielhaus de Berlin.

## Œuvre
Hollaender écrit de nombreux romans et nouvelles qui ont surtout pour cadre Berlin. Il se rattache au courant naturaliste.

## Ouvrages
- 1902, Der Weg des Thomas Truck, roman, S. Fischer Verlag
- 1920, Der Tänzer, roman, S. Fischer Verlag
- 1925, Der Demütige und die Sängerin, roman, Ullstein